# Tan Csung-ji
Tan Csung-ji (Tan Zhongyi (谭中怡, Tan Csung-ji), a nemzetközi szakirodalomban Tan Zhongyi) (Csungking (Chongqing), 1991. május 29. –) kínai női sakkozó, nagymester (GM), női sakkvilágbajnok (2017), sakkolimpiai bajnok (2016), háromszoros csapatvilágbajnok (2011, 2013, 2019), Kína női sakkbajnoka (2015), Ázsia villámsakk-bajnoka (2014), Ázsia rapidsakk-bajnoka (2015), háromszoros Universiade aranyérmes, kétszeres U10 korosztályos ifjúsági sakkvilágbajnok (2000, 2001), U12 ifjúsági sakkvilágbajnok (2002).

## Sakkpályafutása

### Ifjúsági versenyeredményei
2000-ben Drónavalli Hárika és Anna Muzicsuk előtt megnyerte az U10 korosztályos ifjúsági sakkvilágbajnokságot, és elsőségét 2001-ben megvédte, ezúttal Marija Muzicsuk előtt. 2002-ben az U12 korosztályban is világbajnoki címet szerzett, megelőzve Anna Muzicsukot és Drónavalli Hárikát.
A 2011-es nyári Universiadén és a 2012-es Egyetemi világbajnokságon arany-, a 2013-as nyári Universiadén bronzérmet nyert.

### Kiemelkedő felnőtt versenyeredményei
2009-ben, 2010-ben és 2011-ben is bronzérmet szerzett Kína női sakkbajnokságán.
2009-ben Hou Ji-fan, Csü Ven-csün és Csao Hszüe mögött a 4. helyet szerezte meg a Maotai Prince Cup Queens tornán. 2013-ban másfél pont előnnyel nyerte a Vuhsziban rendezett 3. China Women Masters tornát. 2014-ben Ázsia villámsakk kontinensbajnoka lett.
2015. májusban megnyerte Kína női sakkbajnokságát, majd egy hónappal később az 5. China Women Masters tornát. Augusztusban az 1. helyet szerezte meg Ázsia női rapidsakk bajnokságán, majd decemberben megnyerte a  The First China Chess Queen Match kieséses rendszerű tornát, miután a döntő rájátszásában az armageddon-játékban legyőzte Csü Ven-csünt. 2016-ban a 2−4. helyen végzett Kína női sakkbajnokságán.

### Eredményei a világbajnokságokon
2003-ban megnyerte a Jungcsuanban rendezett zónaversenyt, és ennek révén a 2004-es női sakkvilágbajnokságon, 13 évesen indulhatott először a felnőtt világbajnoki címért, ahol az első körben a világbajnoki címet is megszerző Antoaneta Sztefanova ütötte el a továbbjutástól.
A 2008-as kieséses rendszerű sakkvilágbajnokságon a 2. körben az elődöntőig jutó svéd Pia Cramling ütötte el a versenyben való további részvételtől.
A 2013-as női sakkvilágbajnoki ciklusban a FIDE Women’s Grand Prix 2011–12 versenysorozatán helyettesítőként indult a Sencsenben rendezett versenyen, ahol a 3−4. helyet szerezte meg. A versenysorozat összesítésében ezzel az egy eredménnyel a 16. helyen végzett.
A 2015-ös női sakkvilágbajnokságra Élő-pontszáma alapján szerzett kvalifikációt. Ezúttal a 2. körig jutott, ahol a grúz Lela Javakhisvili ütötte el a továbbjutástól.
A 2017-es női sakkvilágbajnokságon a Z3.5 zónaversenyről szerzett kvalifikációt a kieséses rendszerű versenyen való indulásra. A kieséses rendszerű versenyen az első fordulóban az amerikai Sabina Foisort győzte le 1½–½ arányban, a másodikban az exvilágbajnok Anna Usenyina ellen többszörös rájátszás után nyert 5–4-re, a harmadikban az indiai Padmini Rout ellen 3½–2½ arányban, a negyeddöntőben az első kiemelt kínai Csü Ven-csün ellen 1½–½, az elődöntőben az indiai Drónavalli Hárika ellen 5–4 arányban győzött, majd a döntőben 3½–2½ arányban legyőzte az ukrán Anna Muzicsukot is, ezzel megszerezte a világbajnoki címet.
A 2017-ről elhalasztott 2018-as női sakkvilágbajnoksági ciklusban a FIDE Women’s Grand Prix 2015–16 versenysorozatának Csengtuban rendezett versenyén szabadkártyával vehetett részt, ahol a 11. helyet érte el.
Regnáló világbajnokként a világbajnoki döntőben a 2015–16-os Grand Prix sorozat győztesével, Csü Ven-csünnel került szembe, akitől 5½–4½ arányban vereséget szenvedett, ezzel elvesztette a világbajnoki címet.
A 2019-es női sakkvilágbajnokság versenysorozatában az első alkalommal megrendezett világbajnokjelöltek versenyén a 3. helyen végzett.

## Eredményei csapatban
A 2008-as sakkolimpián tartalékként 71,4%-os eredményt ért el, a 2014-es sakkolimpián csapatban ezüstérmes, a 2016-os sakkolimpián csapatban és egyéni teljesítményével is aranyérmet szerzett.
Hat alkalommal játszott a kínai női válogatottban a sakkcsapat világbajnokságokon, amelyeken csapatban két arany-, két ezüst- és egy bronzérmet, egyéniben négy aranyérmet szerzett.
Az Ázsia-sakkcsapatbajnokságon először 2012-ben játszott, amikor Kína 2. csapatának tagja volt, és egyéni teljesítményével a mezőnyben aranyérmet szerzett. 2014-ben és 2016-ban tagja volt az Ázsia-bajnokságot nyert kínai válogatottnak, és ezeken a tornákon egyéniben egy arany- és egy ezüstérmet nyert a tábláján elért eredményei alapján.
A kínai sakkligában 2005 óta a Chongqing City csapatában játszik, és 2015-ig egy ezüst és két bronzérmet szereztek.